# Krásný Les (przystanek kolejowy)
Krásný Les – przystanek kolejowy w miejscowości Krásný Les, w powiecie Liberec w kraju libereckim, w Czechach. Znajduje się na linii kolejowej 039 Frýdlant v Čechách - Jindřichovice pod Smrkem, na wysokości 350 m n.p.m.. 

## Linie kolejowe
- 039: Frýdlant v Čechách - Jindřichovice pod Smrkem